# Nadine Van der Velde
Nadine Van der Velde (* 14. Mai 1962 in Toronto, Ontario) ist eine kanadische Schauspielerin, Drehbuchautorin und Filmproduzentin.

## Leben und Leistungen
Van der Velde debütierte an der Seite von Phoebe Cates in der Komödie Die Superanmacher aus dem Jahr 1983. In der SF-Horrorkomödie Critters – Sie sind da! (1986) spielte sie die Rolle von April Brown, der Freundin von Steve Elliot, den Billy Zane spielte.
Van der Velde produzierte den Zeichentrickfilm Miss Spider’s Sunny Patch Kids (2003), wofür sie 2004 für den Gemini Award nominiert wurde. Die zweite Nominierung für den Gemini Award erhielt sie 2005 für die Produktion der Fernsehserie Miss Spider’s Sunny Patch Friends, für die sie auch Drehbücher schrieb. Sie schreibt Drehbücher einiger Folgen der seit dem Jahr 1998 produzierten Zeichentrickserie Rolie Polie Olie. Für diese Tätigkeit gewann sie in den Jahren 2000 und 2005 den Daytime Emmy Award; in den Jahren 2002, 2003 und 2004 wurde sie für den gleichen Preis nominiert. Sie schrieb außerdem das Drehbuch der Komödie East of A (2000) mit Adam Arkin, in der sie eine Nebenrolle übernahm.
Van der Velde ist seit dem Jahr 1992 mit dem Produzenten Scott Kraft verheiratet und hat zwei Kinder.

## Filmografie (Auswahl)
- 1983: Private School – Die Superanmacher (Private School)
- 1983: Zeit der Sehnsucht (Days of Our Lives, Fernsehserie, 16 Folgen)
- 1984: Ich bin kein Mörder (Fatal Vision)
- 1985: Traffic School – Die Blech- und Dachschaden-Kompanie (Moving Violations)
- 1986: Critters – Sie sind da! (Critters)
- 1987: Munchies
- 1987: Der Mann vom anderen Stern (Starman, Fernsehserie, 1 Folge)
- 1989: Alfred Hitchcock zeigt (Alfred Hitchcock Presents, Fernsehserie, 1 Folge)
- 1994: Kung Fu – Im Zeichen des Drachen (Kung Fu: The Legend Continues, Fernsehserie, 1 Folge)
- 1994: JAG – Im Auftrag der Ehre (JAG, Fernsehserie, 1 Folge)
- 2000: East of A (auch Drehbuchautorin)
- 2003: Miss Spider’s Sunny Patch Kids (Produzentin)